# Molly Nilsson
Molly Nilsson (Estocolmo, 14 de dezembro de 1984) é uma cantora e compositora sueca. Ela é proprietária de uma gravadora independente, a Dark Skies Association, fundada em 2009. Atualmente reside em Berlim, Alemanha.

## Biografia

### Carreira e desenvolvimento
Nilsson nasceu em 14 de dezembro de 1984 em Estocolmo, Suécia.  Em uma entrevista a intérprete confessou que desde criança tinha aspiração e desejava se tornar diretora de cinema. Aos 18 anos tentou formar uma banda junto a outras duas amigas, sendo Nilsson a guitarrista, mas nunca chegaram 
a fazer música.
Nilsson descobriu a cultura DIY através de fanzines, realizou alguns do tipo em formato de quadrinhos. Aos 19 anos, transferiu-se para  Berlim com a intenção de ser uma  artista plástica.
Em Berlim começou a compor sob o pseudônimo  Formerly Know as White Bread e pouco depois adotou o nome Molly Nilsson. Fundou o seu próprio selo de gravação chamado Dark Skies Association,  um nome baseado na ONG que aborda a problemática da contaminação lumínica.
A intérprete já publicou sete álbuns através do selo Dark Skies Association. Em 2011 o artista de indie pop John Maus cantou sua canção "Hey moon!", dando a Nilsson um salto de popularidade entre o público. A partir de então, ela se estabeleceu como uma compositora adepta a criar música pop com temáticas concisas, que às vezes relembram o romantismo trágico, ingênuo e irônico de The Magnetic Fields.
O processo de gravação do sexto álbum resultou num tom mais complexo e maduro que não foi visto nos álbuns anteriores. Quando havia concluído a gravação, a artista decidiu tirar férias de verão na Argentina em 2014. Ao voltar a escutar a obra para fazer uma revisão mais crítica e geral, deu-se conta de que a versão acabada não era exatamente o que desejava. Em seu lugar, concebeu  Zenith, seu álbum mais melódico e melhor produzido. Foi editado pela Dark Skies Association em associação com a Night School em 2015, recebendo críticas amplamente favoráveis por parte dos fãs e ouvintes
Em 26 de maio de 2017 Nilsson editou Imaginations, o sétimo álbum de estúdio da carreira, que seguiu com a mesma premissa de pop progressivo de Zenith, e um estado de ânimo mais otimista. Este último componente da trajetória musical da artista também atraiu críticas favoráveis.

## Estilo musical
Os críticos geralmente associam a música de Nilsson ao synth-pop. Entretanto, as suas melodias minimalistas, assim como as capas em preto e branco e suas apresentações destacam a significação das letras sofisticadas de Nilsson, que fazem imperar um ambiente de uma Europa cinza e fria. Sua sonoridade evoca a memória cultural e a nostalgia do entretenimento popular do passado (principalmente dos anos 1980). Apesar do seu estilo ser classificado estilísticamente como pop, a carga semântica de suas canções é muito intelectualizada e diverge do paradigma da música pop. Adicionalmente, a estrutura das músicas se assemelha mais ao um post-pop ou um pop alternativo, o que geralmente é descrito como hypnagogic pop, termos não tão populares.
Ela mesma compõe todo o material musical e lírico de suas obras, por sua vez também grava e produz os próprios videoclipes, o que faz alguns a definirem como uma pessoa do it yourself.
A obra musical de Nilsson oscila entre programáveis digitais e sua voz, com adição de algum instrumentos sintetizadores, o resultado dessa mistura é similar à música dos anos 80. As letras falam de temas da vida cotidiana como "Whiskey Sour" e "Summer Cats", também havendo canções que relembram o romantismo trágico de Morrissey como em "I Hope You Die" ou "You always hurt the one you love".

## Discografia

### Álbuns de estúdio
- These Things Take Time (2008)
- Europa (2009)
- Follow the Light (2010)
- History (2011)
- The Travels (2013)
- Zenith (2015)
- Imaginations (2017)
- Twenty Twenty (2018)